# Biremis

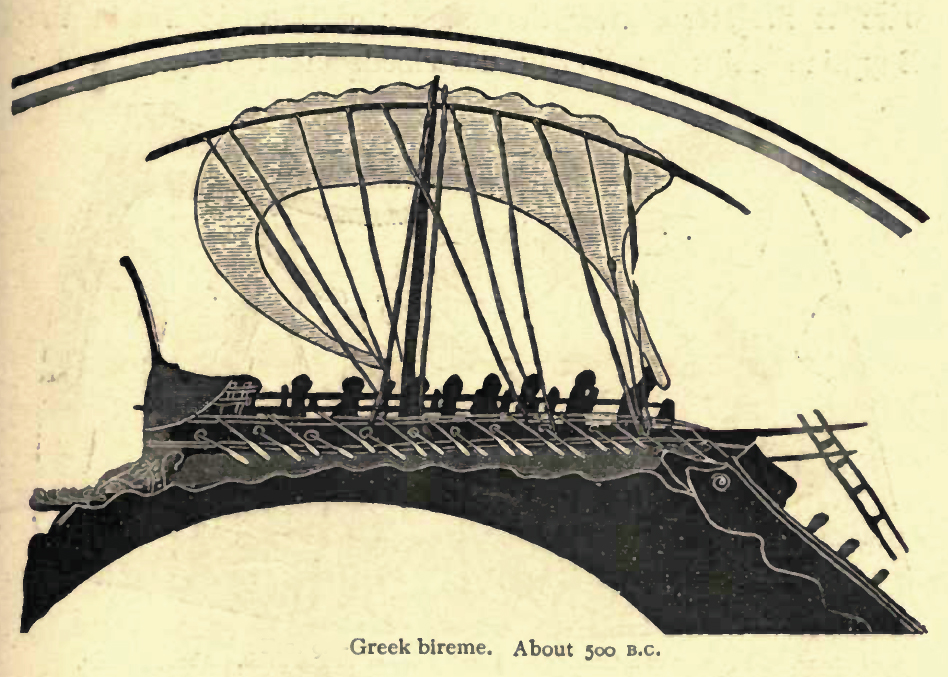
Görög biremis Kr. e. 500 k.

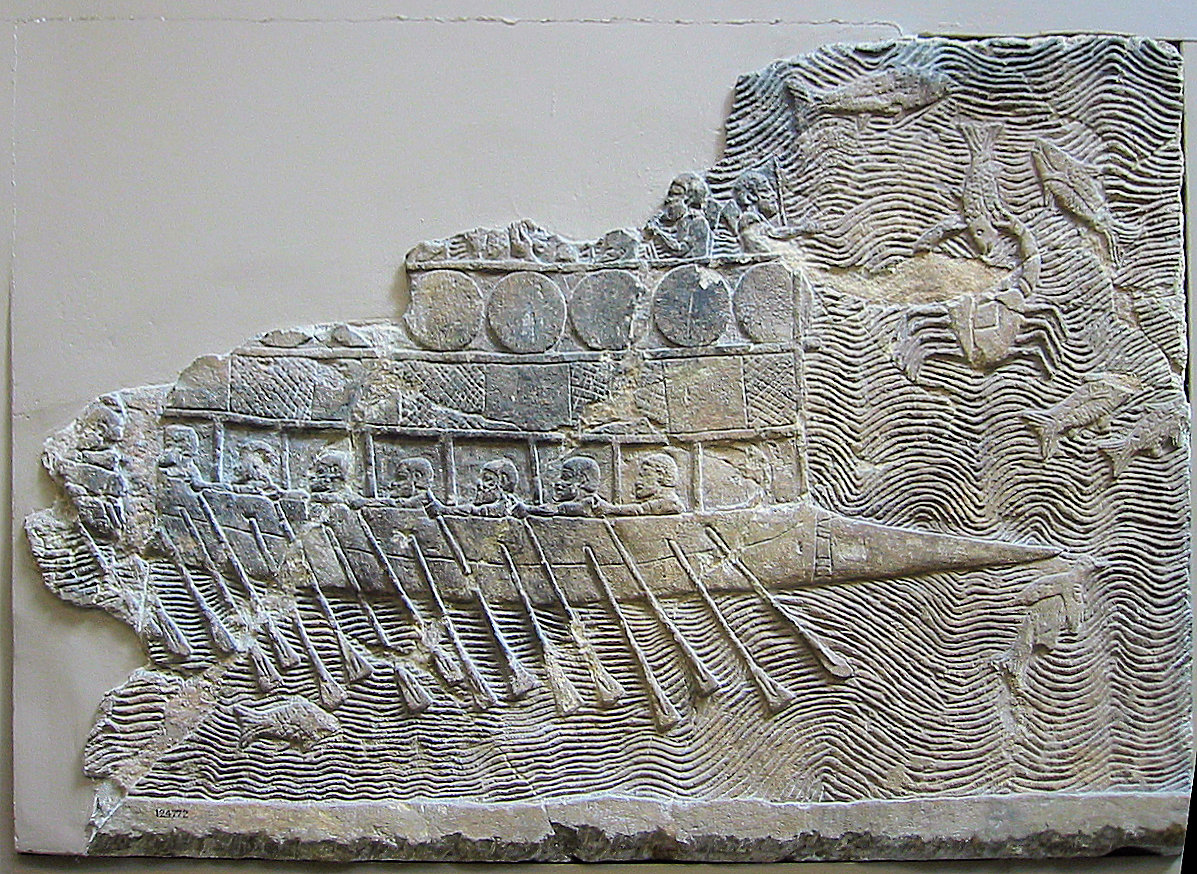
Asszír hadihajó, sarkantyús biremis

Biremis vagy diera, két evezősoros hadihajó a földközi-tengeri népeknél.
Az egy evezősoros hadihajónak a továbbfejlesztése volt. A föníciai dieráknak oldalanként 12 evezője volt. A nagy keresztvitorlát a középső árbócra szerelték, tetején megfigyelő kosárral. Az orrban díszítést alkalmaztak, az irányításra evezőt használtak és kőtömb volt a horgony. A fő fegyvere a döfőrúd, vagy kos volt. Ütközetekben csak az evezőik hajtották.
A görögök és a rómaiak lemásolták, és ezzel a Földközi-tenger térségében uralták a hajózást.